# Gudfadern II (spel)
Gudfadern II är ett TV-spel och datorspel, baserat på Francis Ford Coppolas film Gudfadern del II. Spelet gavs av Electronic Arts och släpptes till Playstation 3, Xbox 360 och Microsoft Windows. Spelet är en uppföljare till Gudfadern. Gudfadern II släpptes den 7 april 2009 i Nordamerika och 9 april i Europa och 5 april i Australien. Spelet spelas ur ett tredje persons-perspektiv. Det innehåller även några strategielement; som spelarens karaktär strider man mot olika rivaliserande familjer och tar över företag, för att till slut bli en ”Don” som härskar över många städer.
Liksom i filmen spelar Robert Duvall consiglieren Tom Hagen. Duvall medverkade också i spelet Gudfadern. Al Pacino, som spelade Don Michael Corleone i filmen, medverkar däremot inte i spelet.
Gudfadern II äger rum i slutet av 1950-talet och i början av 1960-talet inom tre städer: Havanna; Kuba, New York och Miami, Florida. 